# Carrer de Sant Agustí (Tarragona)
El Carrer de Sant Agustí és una obra de Tarragona protegida com a Bé Cultural d'Interès Local.

## Descripció
Carrer de l'eixample de Tarragona que manté encara la tipologia constructiva pròpia del segle xix i conserva gairebé inalterada l'estructura urbanística d'aquest moment.